# Metro Station

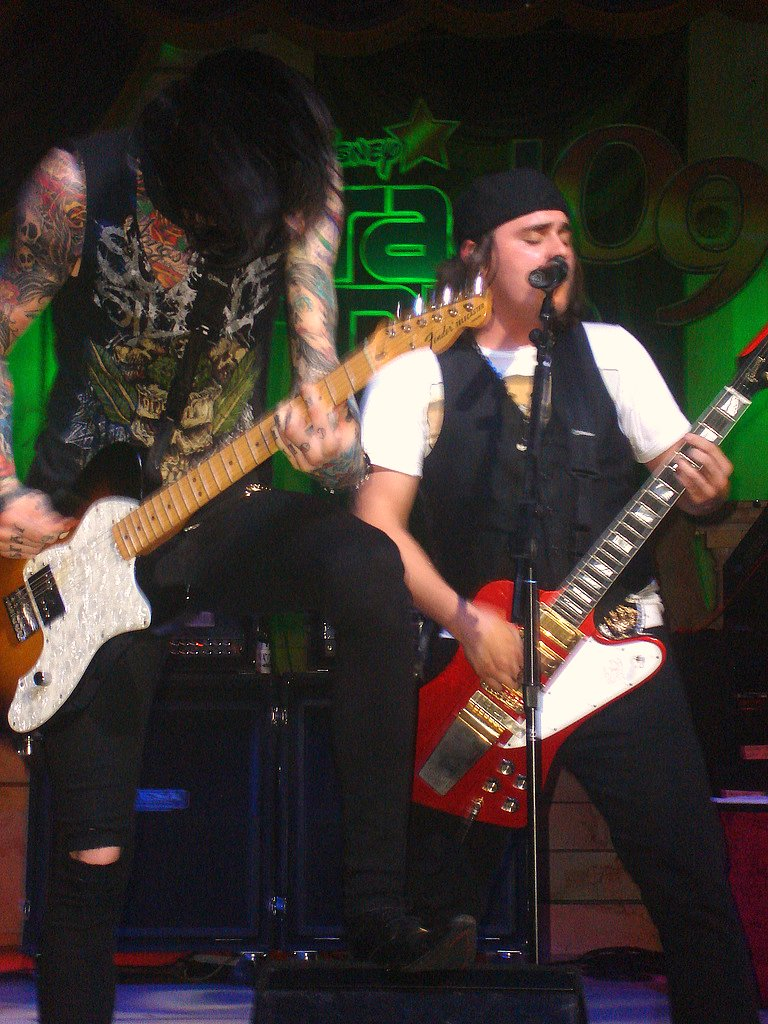
Metro Station 2009

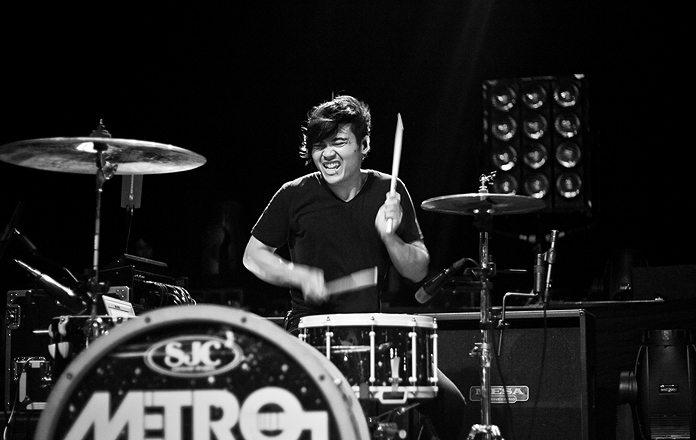
Perkusista Metro Station – Anthony Improgo

Metro Station – amerykański zespół pop-rockowy, utworzony w 2006 roku w kalifornijskim Los Angeles. 
W 2006 r. zespół podpisał kontrakt nagraniowy z wytwórnią Columbia/Red Ink. Najbardziej znani są z ich jedynego jak dotąd singla Top 10 na liście Billboard "Shake It” z ich debiutanckiego albumu „Metro Station”. Najbardziej zostali spopularyzowani przez swego co-frontmana Trace’a Cyrusa, starszego brata Miley Cyrus, a także Masona Musso, starszego brata Mitchela Musso z tego samego serialu i filmu.

## Albumy
- Metro Station (2007)
- Savior (2015)

## Single
| Rok wydania | Singel              | Pozycja | Pozycja | Pozycja | Pozycja | Pozycja | Pozycja | Pozycja | Pozycja | Album         |
| Rok wydania | Singel              | UK      | IRE     | US      | US Pop  | CAN     | AUS     | NZ      | GER     | Album         |
| ----------- | ------------------- | ------- | ------- | ------- | ------- | ------- | ------- | ------- | ------- | ------------- |
| 2007        | „Kelsey”            | –       | –       | –       | –       | –       | –       | 25      | –       | Metro Station |
| 2007        | „Control”           | –       | –       | –       | –       | –       | –       | –       | –       | Metro Station |
| 2008        | „Shake It”          | 6       | 4       | 10      | 7       | 4       | 2       | 9       | 9       | Metro Station |
| 2008        | „Seventeen Forever” | –       | –       | 42      | 41      | 75      | 43      | –       | –       | Metro Station |
| 2009        | „Kelsey”            | –       | –       | –       | –       | –       | –       | –       | –       | Metro Station |